# Malinówka (Mazovie)
Pour les articles homonymes, voir Malinówka.
Malinówka (prononciation : [maliˈnufka]) est un village polonais de la gmina de Wilga dans le powiat de Garwolin de la voïvodie de Mazovie dans le centre-est de la Pologne.
Il se situe à environ 17 kilomètres à l'ouest de Garwolin (siège du powiat) et à 46 kilomètres au sud-est de Varsovie (capitale de la Pologne).
Le village possède approximativement une population de 110 habitants.

## Histoire
De 1975 à 1998, le village appartenait administrativement à la voïvodie de Siedlce.